# Palais de la Cambre
Le Palais de la Cambre est un ensemble constitué de cinq immeubles à appartements de style Art déco classicisant édifié par l'architecte Camille Damman à Bruxelles en Belgique.
Il ne doit pas être confondu avec la Résidence de la Cambre, immeuble de style moderniste édifié par Marcel Peeters à quelques dizaines de mètres, de l'autre côté du rond-point de l'Étoile.

## Localisation
Le Palais de la Cambre se dresse face à l'abbaye de la Cambre, aux numéros 60-68 de l'avenue Émile Duray et au numéro 4 de l'avenue de la Folle Chanson, à l'ouest du rond-point de l'Étoile. La majeure partie du complexe se situe sur le territoire de la commune d'Ixelles mais une partie du no 66 ainsi que le no 68 se trouvent sur le territoire de la Ville de Bruxelles.
Le célèbre rond-point de l'Étoile regroupe cinq immeubles à appartements remarquables : le Palais de la Cambre de l'architecte Camille Damman (1926-1926), le Palais de la Folle Chanson de l'architecte Antoine Courtens (1928), le Palais du Congo de l'architecte et promoteur immobilier Jean-Florian Collin (1930), la Résidence Ernestine du même Collin (1936) et la Résidence de la Cambre édifiée par Marcel Peeters en 1938-1939 juste à côté du Palais de la Folle Chanson, au début du boulevard Général Jacques,,,.

Rond-point de l'Étoile
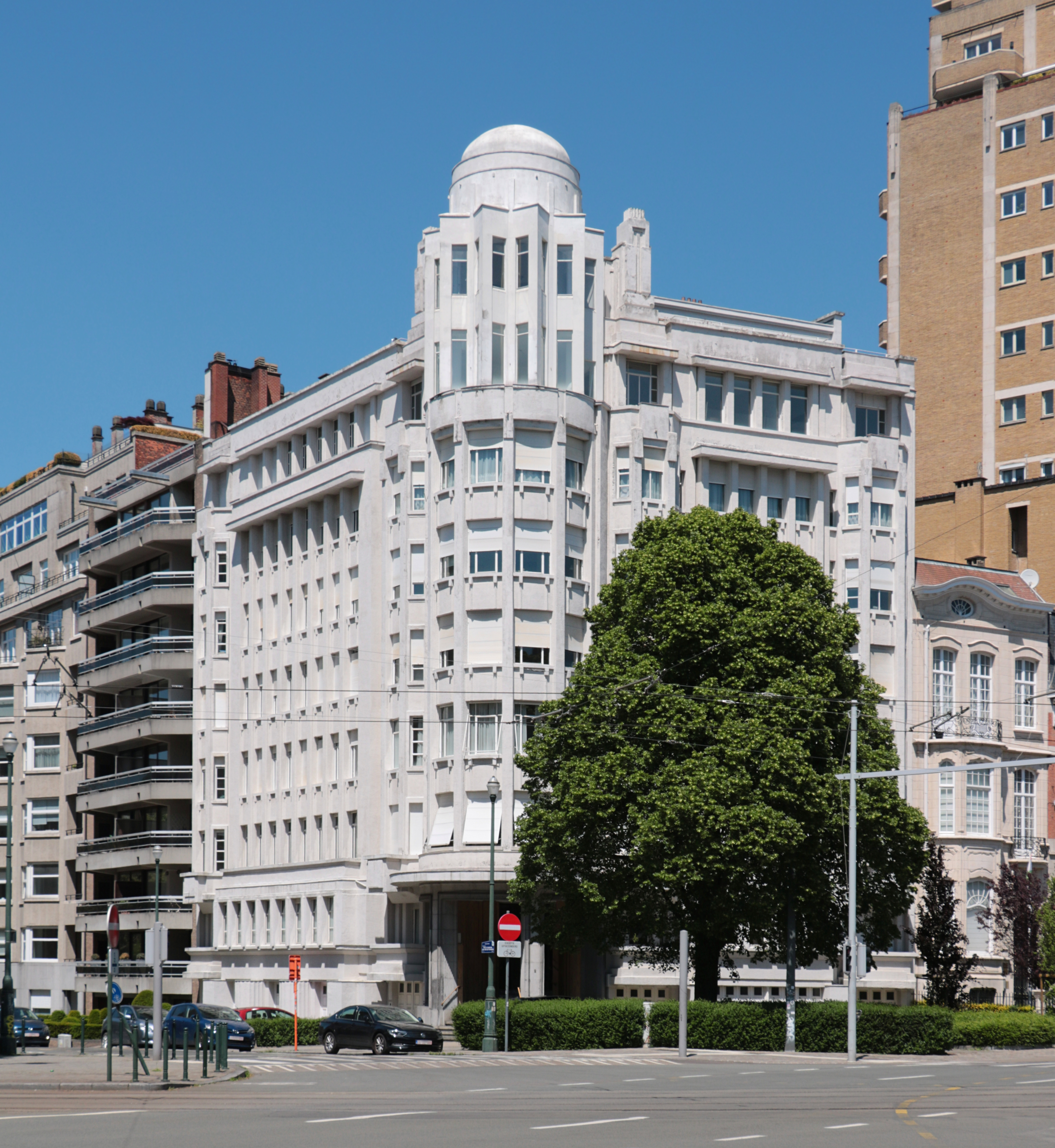
Palais de la Folle Chanson.
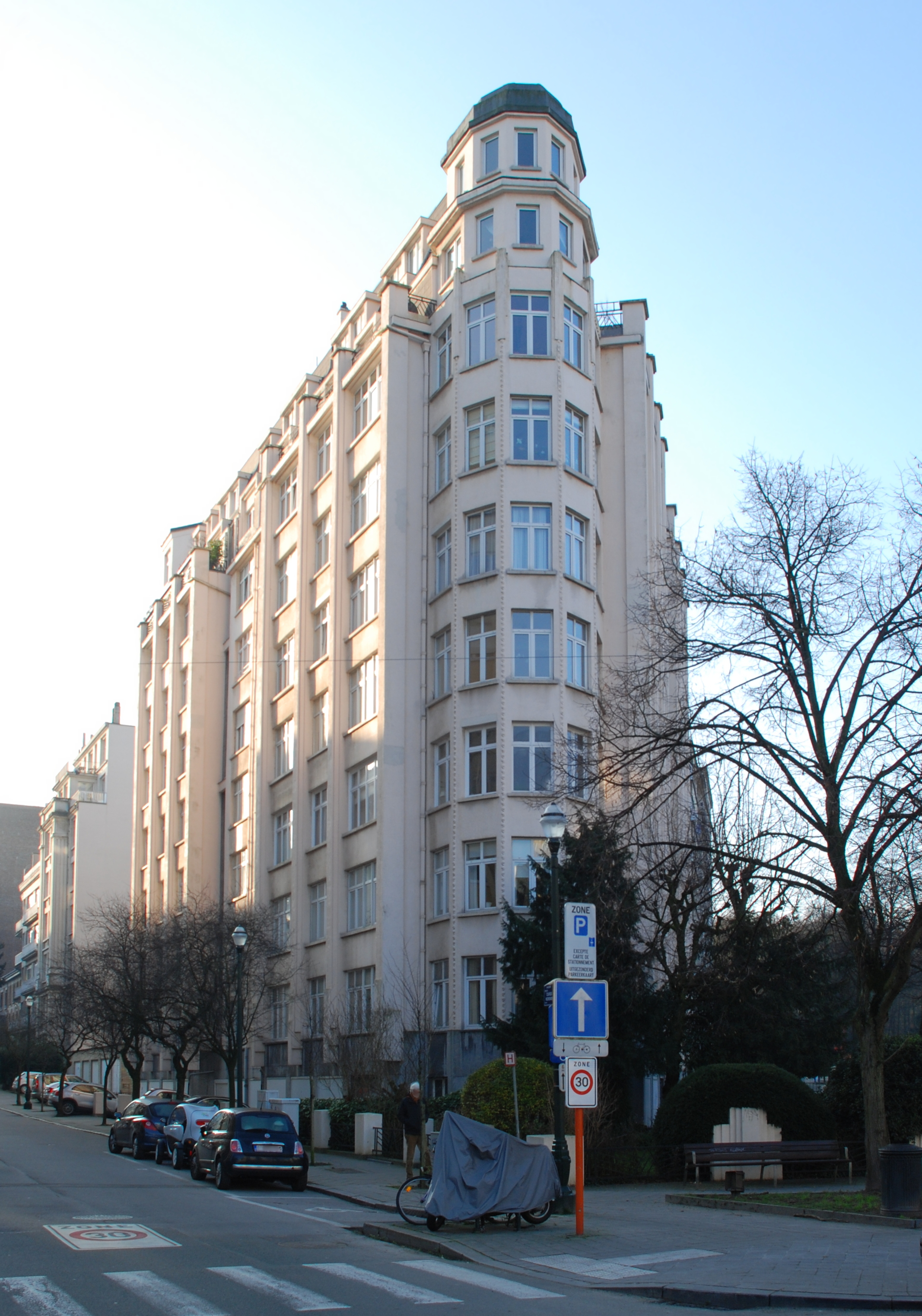
Palais du Congo.
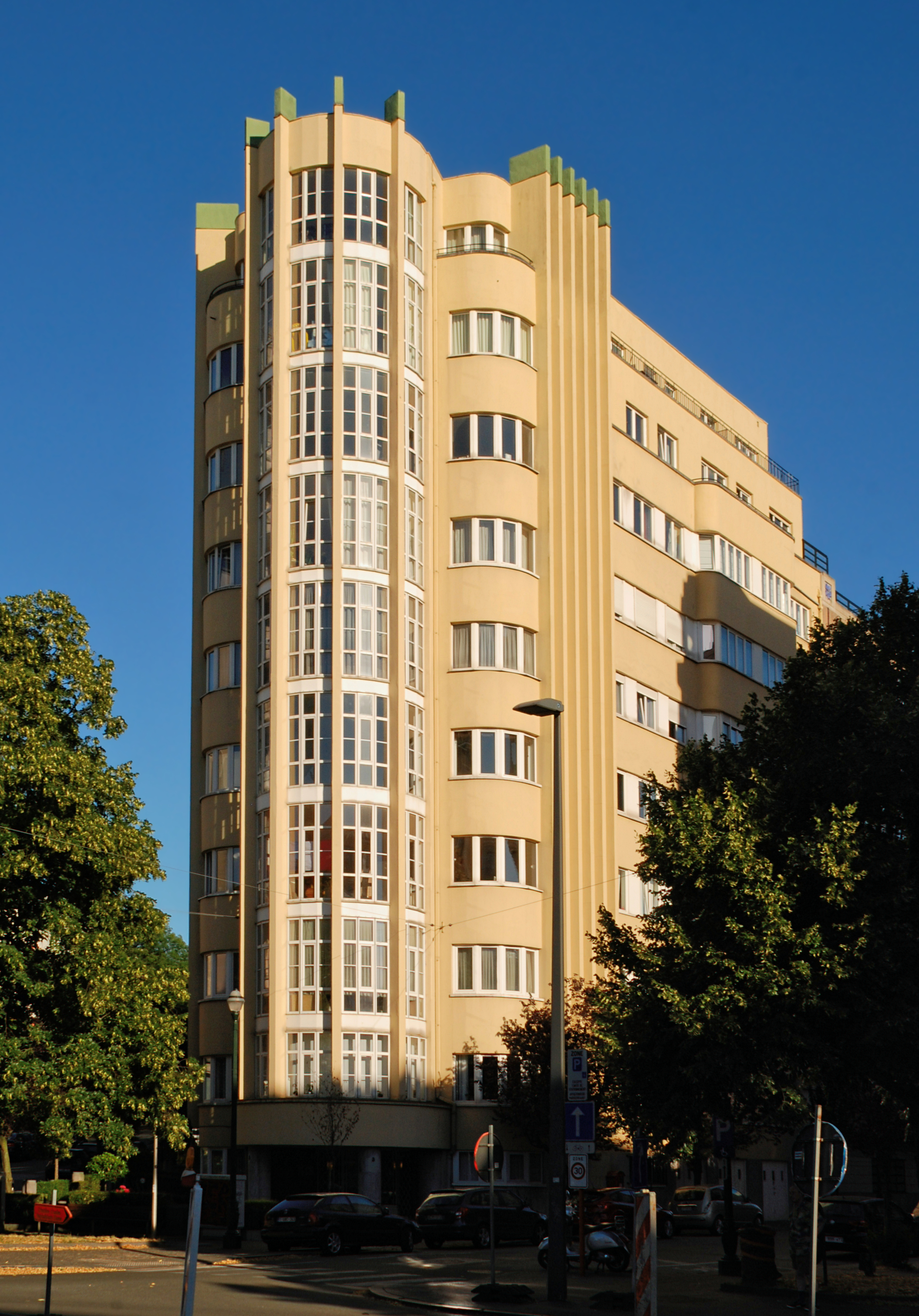
Résidence Ernestine.
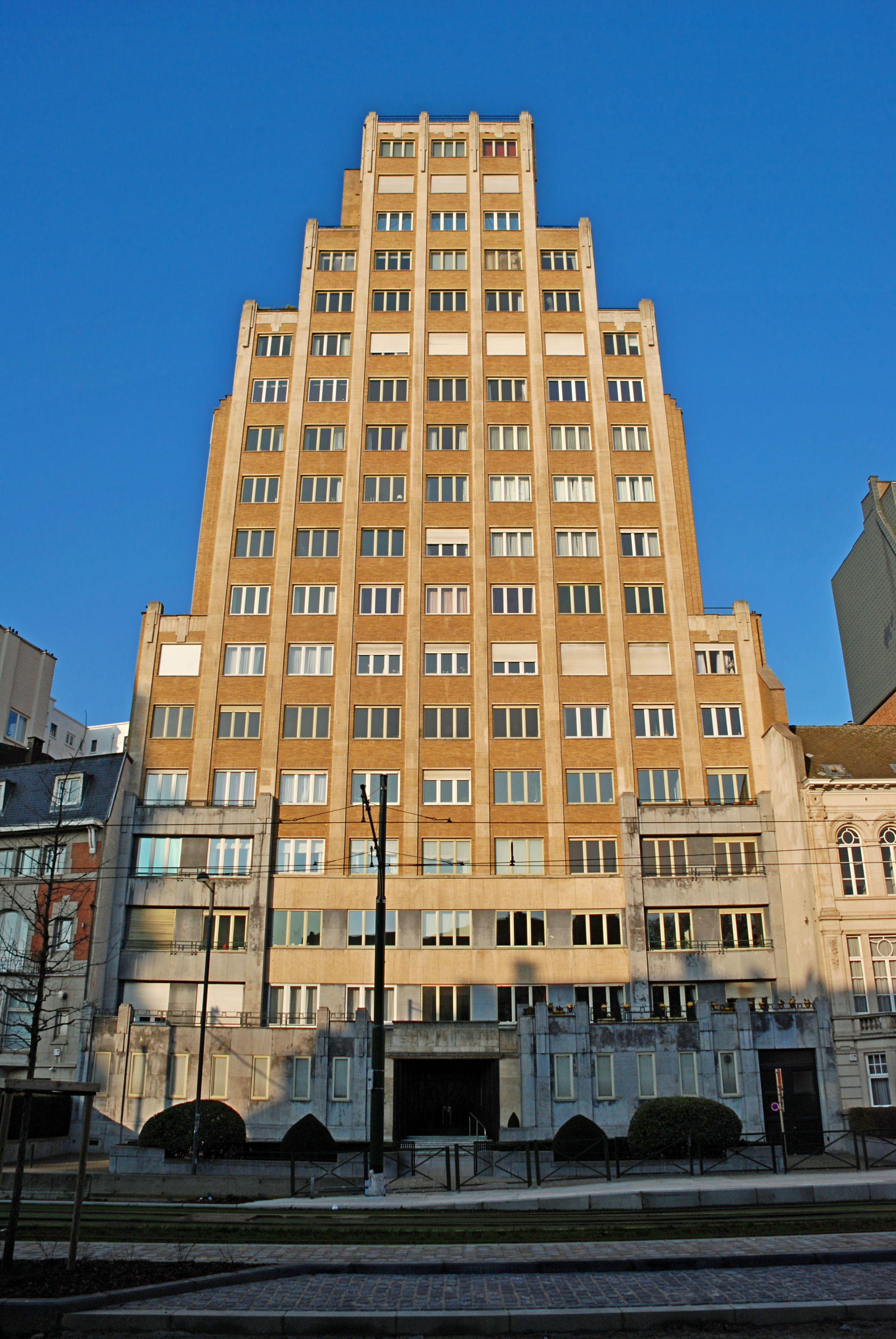
Résidence de la Cambre.

## Historique

### Rond-point de l'Étoile
Le rond-point de l'Étoile est un carrefour où se rencontrent sept artères : le boulevard Général Jacques au nord, l'avenue du Congo au sud, le boulevard de la Cambre et l'avenue de la Folle Chanson à l'ouest, et les avenues Maurice, Ernestine et des Courses à l'est.
En 1876, le conseil communal d'Ixelles décide de créer un carrefour sur un terrain appartenant à la famille Coché : le rond-point est d'abord nommé la Petite Suisse.
Le boulevard de La Cambre est tracé vers 1872, l'avenue du Congo est ouverte en 1887 et les avenues Maurice, Ernestine et des Courses en 1891. Enfin, l'avenue de la Folle Chanson est la dernière artère ouverte : elle est percée dans le cadre de l'Exposition universelle de Bruxelles de 1910.

### Immeubles à appartements
« La construction d'immeubles à appartements a connu un développement important au lendemain de la Grande Guerre. Ainsi, une loi promulguée le 8 juillet 1924 rend légal le principe de copropriété. Les classes plus aisées de la société bruxelloise saisissent ce principe pour acquérir de grands appartements plutôt que des maisons particulières. Différentes importantes sociétés de construction saisissent l'occasion pour promouvoir ce type de logements. Trois sociétés sortent particulièrement du lot : la Société Belge Immobilière (SBI), la Société Études et Réalisations immobilières (ETRIMO) et la Compagnie Générale d'Entreprise Immobilière (COGENI). Enfin, ces appartements comprennent sur un niveau toutes les commodités présentes dans les hôtels de maître : cuisines équipées, salles de bains, chauffage central, etc. ».

### Camille Damman et le Palais de la Cambre
Le Palais de la Cambre est un complexe monumental de cinq immeubles de style Art déco classicisant, réalisé par la Société Belge Immobilière et son architecte Camille Damman entre 1924 et 1930,. « Fondée en 1922, la Société Belge Immobilière s'attachait à offrir des logements à la bourgeoisie ».
La maquette de l'ensemble des cinq immeubles du Palais de la Cambre est présentée lors de l'Exposition internationale des Arts décoratifs de Paris en 1925.
La commune d'Ixelles conserve dans ses archives la demande de permis d'urbanisme classée sous le numéro de dossier 113/60-62, avec une photographie de la maquette, qui est aujourd'hui perdue.

## Statut patrimonial
L'édifice ne fait pas l'objet d'un classement au titre des monuments historiques mais il figure à l'Inventaire du patrimoine architectural de la Région de Bruxelles-Capitale sous la référence 21569.

## Architecture

### Immeuble d'angle Cambre-Duray
Au sud, à l'angle formé par le boulevard de La Cambre et l'avenue Émile Duray, se dresse un immeuble en simili-pierre blanche de sept étages, dont la silhouette est marquée par une rotonde d'angle sous dôme,.
Cet immeuble, qui occupe le no 68 de l'avenue Émile Duray, comporte un total de douze travées sous toiture mansardée, : trois pour la rotonde, cinq pour la façade disposée le long de l'avenue Émile Duray et quatre pour la façade disposée le long du boulevard de La Cambre.
Chacune des deux façades est agrémentée d'un oriel de plan trapézoïdal montant jusqu'au quatrième étage.
L'oriel vers l'avenue Émile Duray abrite le porche d'entrée du no 68 et sa porte en fer forgé de style Art déco.
Les terrasses continues qui ornent le troisième et le cinquième étage sont ornées de garde-corps en fer forgé de style Art Déco,.

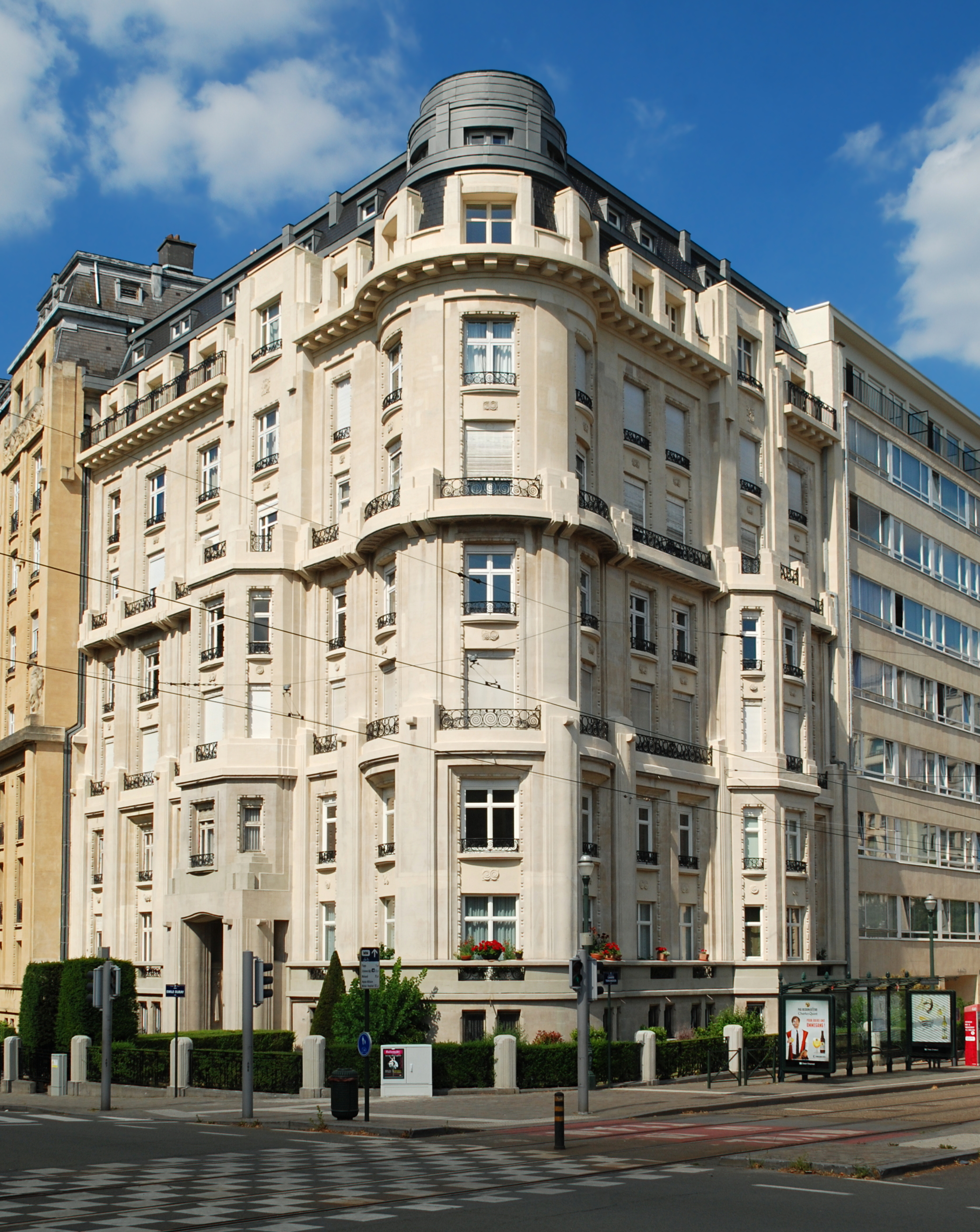
L'immeuble d'angle.
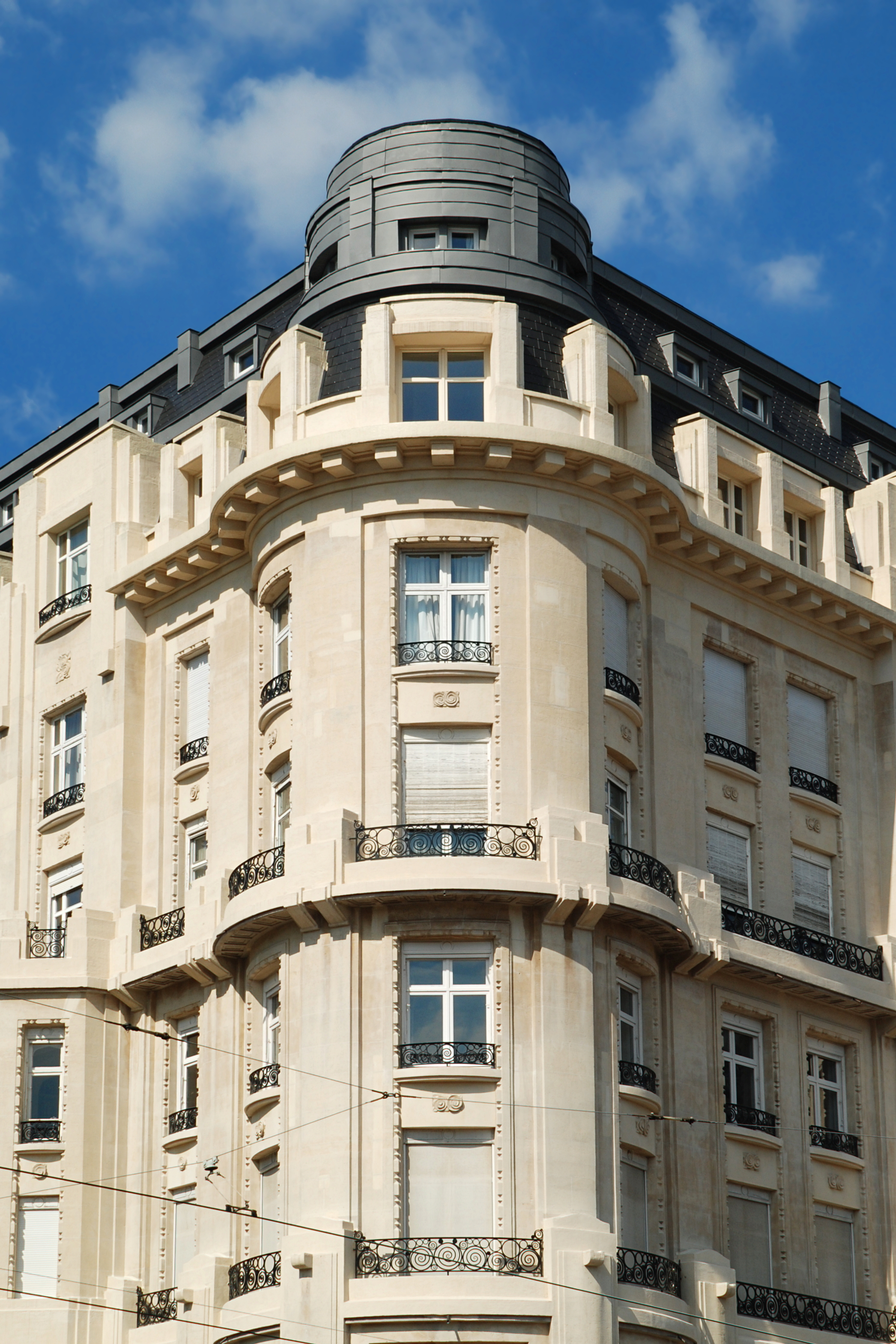
La rotonde d'angle.
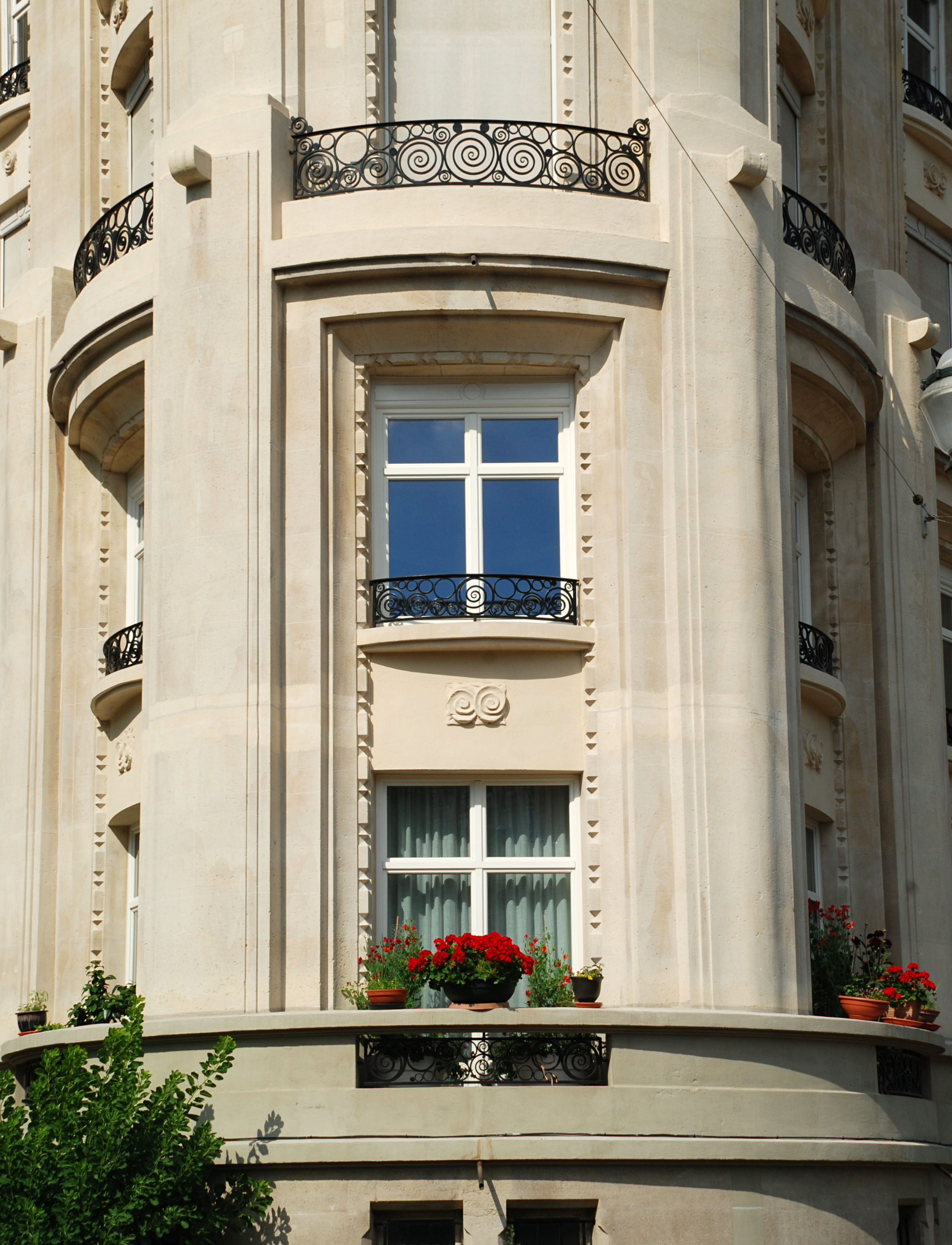
Baies et balcons de la rotonde.
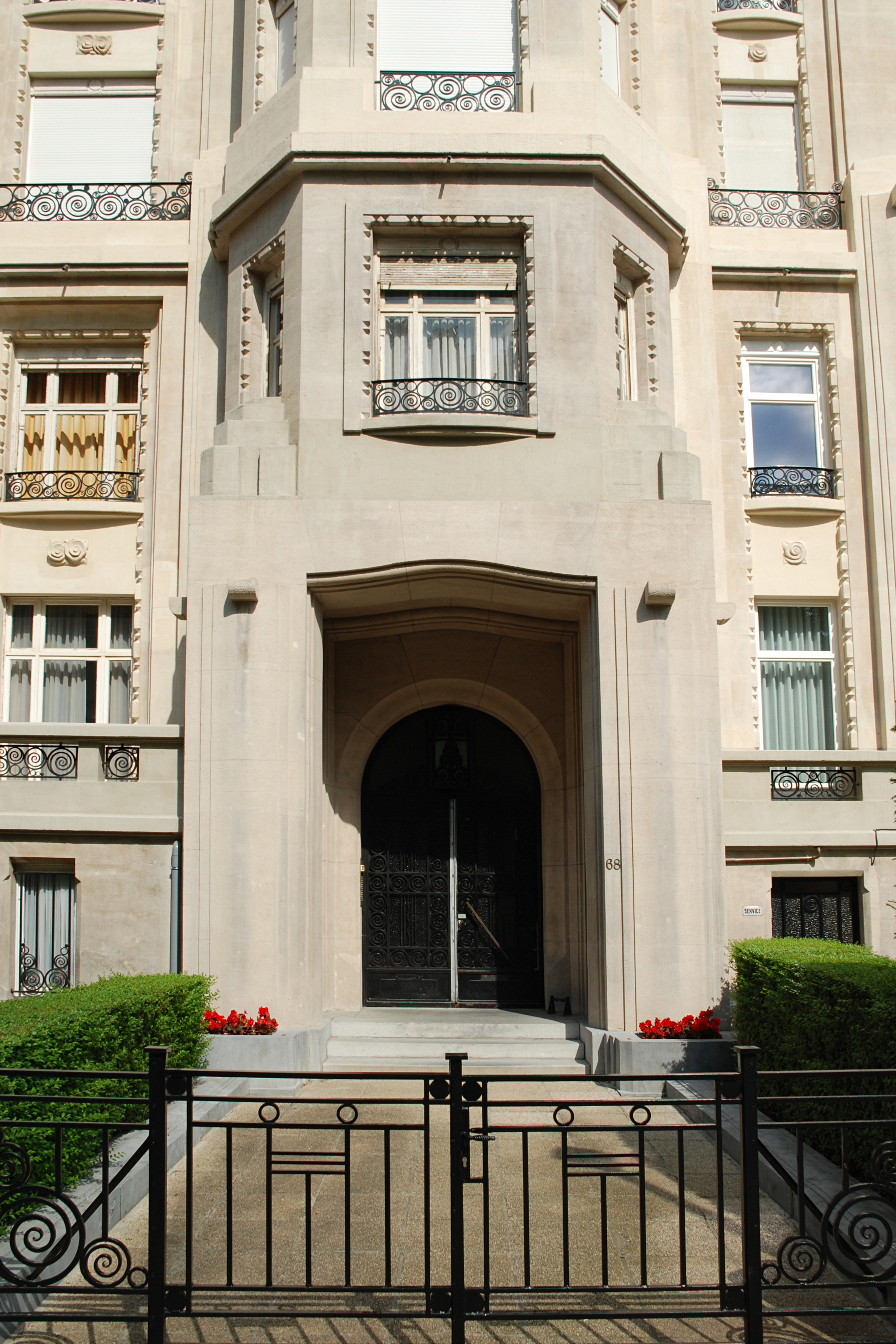
Le porche du n° 68.

### Immeubles de l'avenue Émile Duray
Le long de l'avenue Émile Duray, le Palais de la Cambre déploie une longue façade qui comprend deux immeubles, sis au no 64 et au no 66.
Cette longue façade légèrement courbe est édifiée en simili-pierre comme l'immeuble d'angle du no 68 mais elle est d'une couleur plus dorée.
Elle compte dix travées sous toiture mansardée, regroupées par deux par deux, une fois sur deux en ressaut. Les parties en ressaut sont ornées de larges colonnes engagées cannelées portant un fort entablement sur lequel se dressent six statues allégoriques évoquant le Commerce et l'Industrie, réalisées par le sculpteur Jacques Masin,.
Intercalés entre ces parties en ressaut se dressent deux porches d'entrée monumentaux, flanqués de piliers massifs et surmontés de hauts-reliefs représentant des enfants portant des guirlandes de fleur, dus au ciseau du même sculpteur,. Les faces internes de ces porches, qui abritent chacun une porte en fer forgé à motifs Art Déco, sont décorées de masques antiques.
La clôture des jardinets et les grilles des balcons sont ornées de ferronneries aux motifs spiralés de style Art déco.

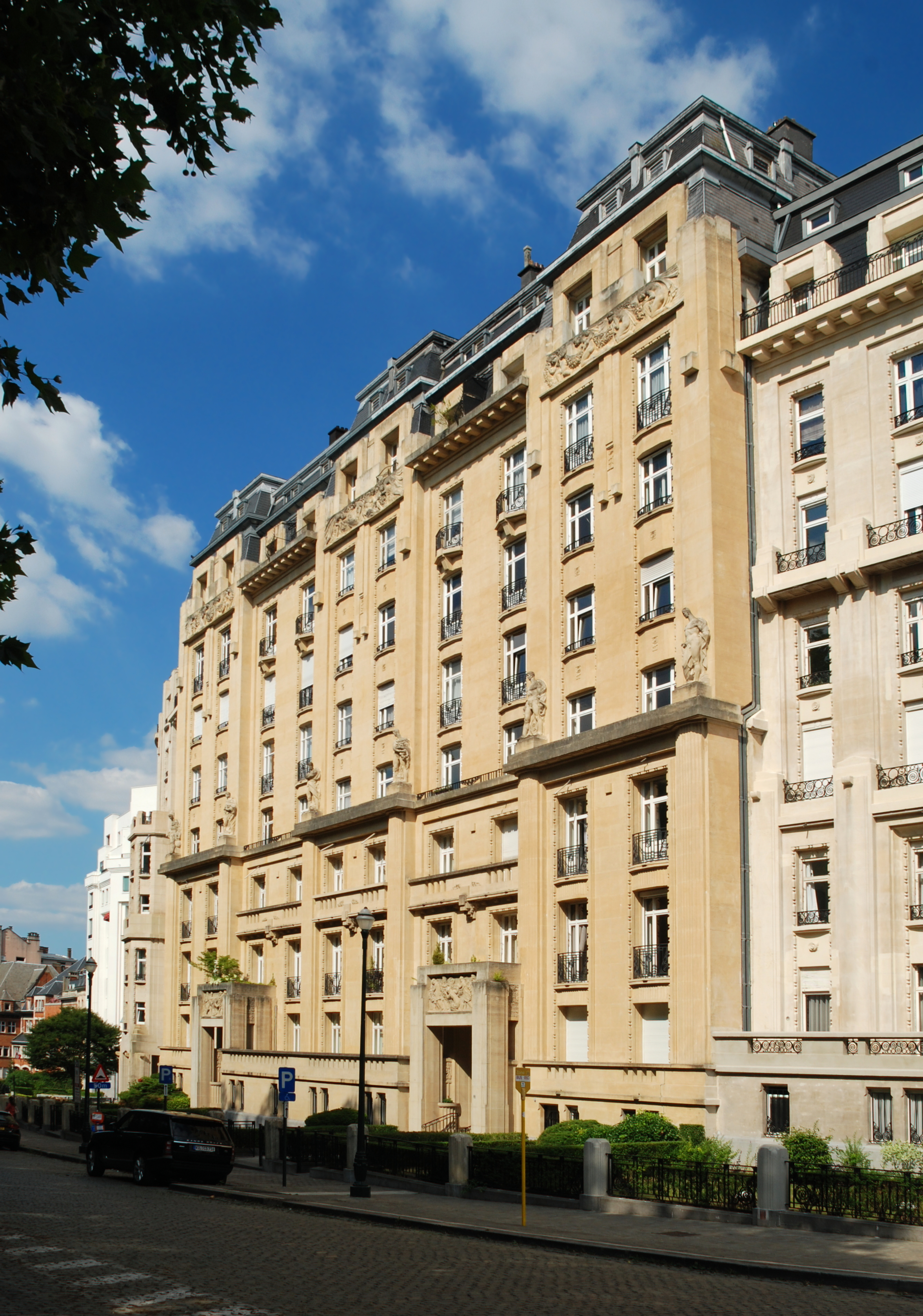
Façade de l'avenue Duray.
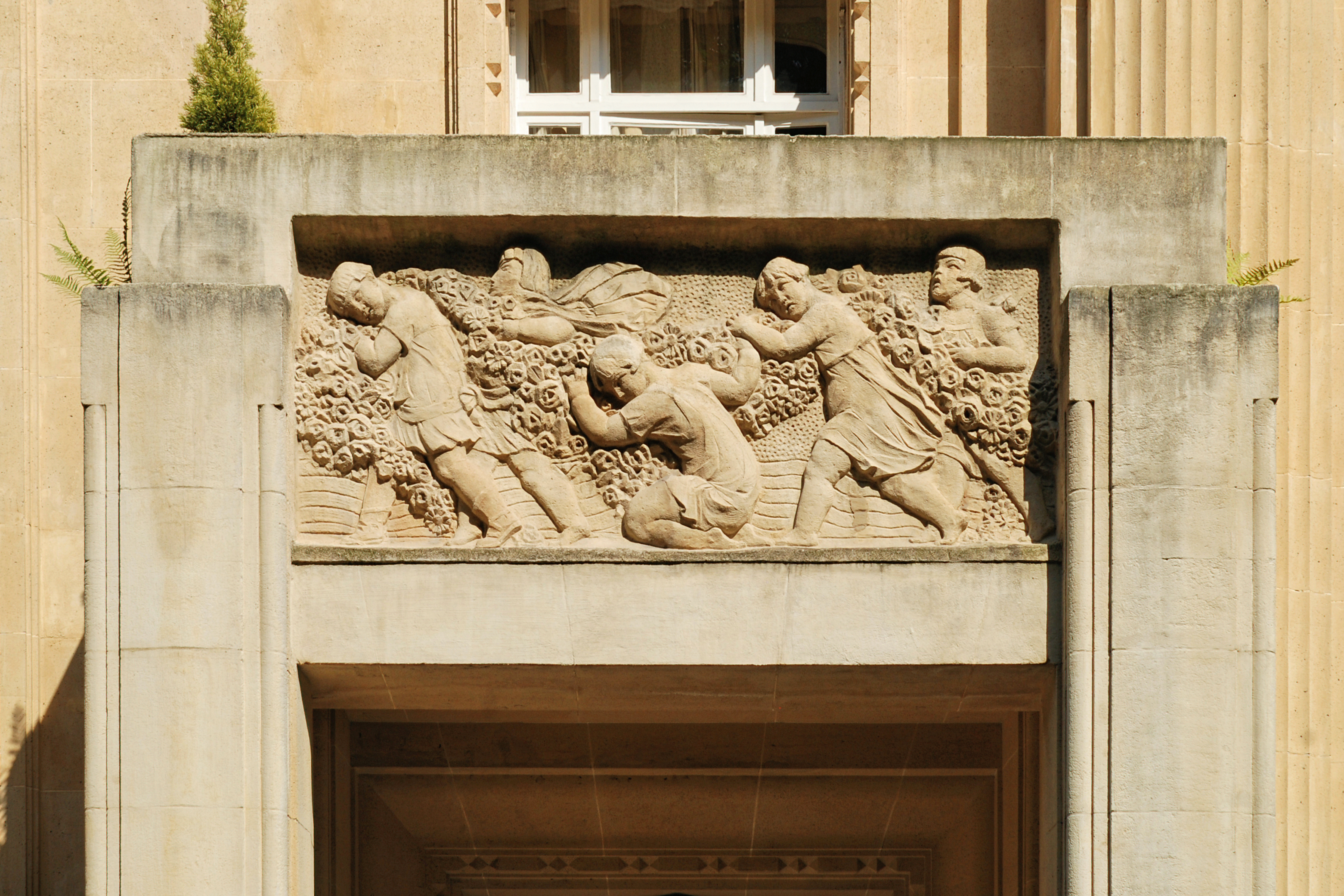
Haut-relief du porche du n° 66.
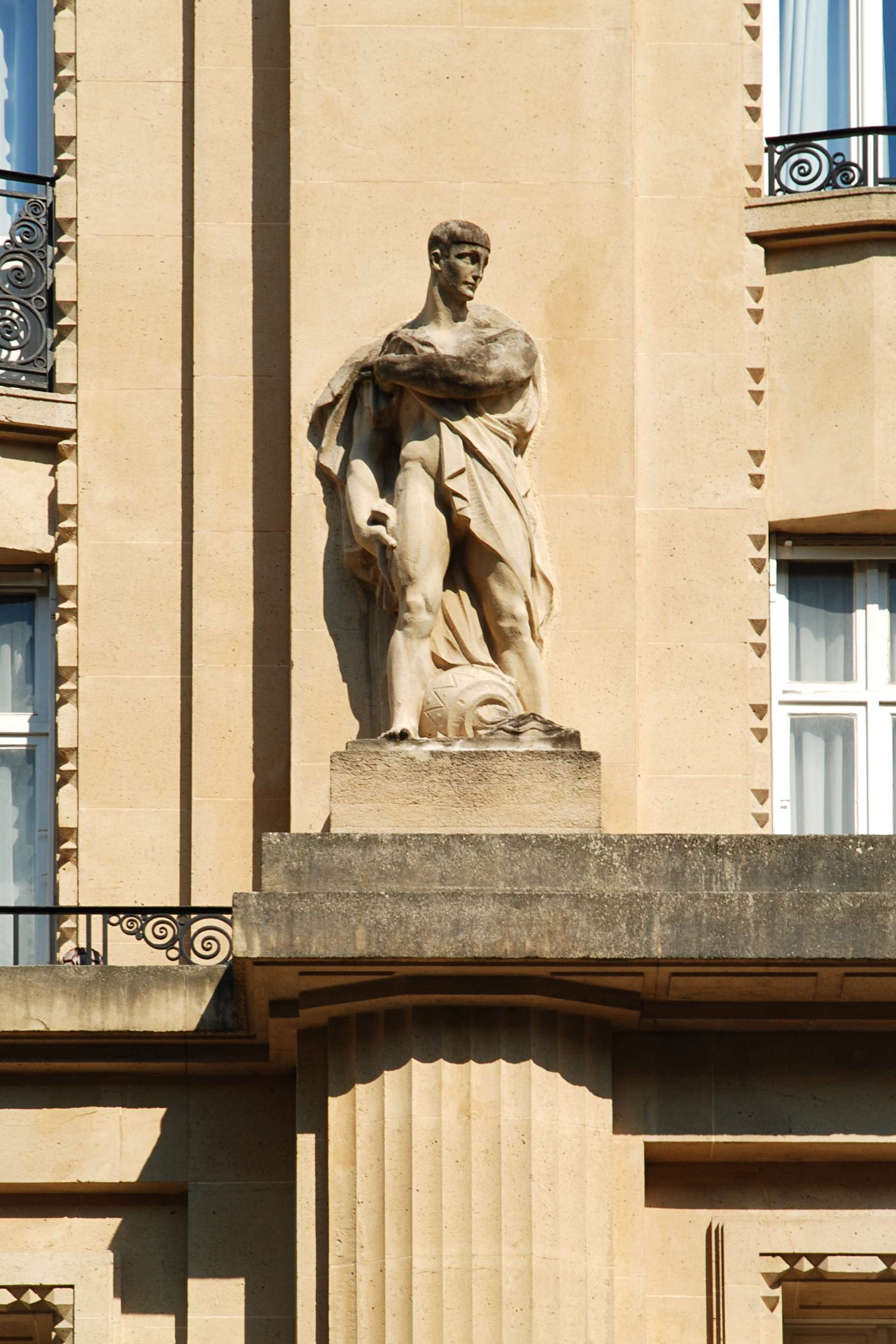
Statue allégorique.
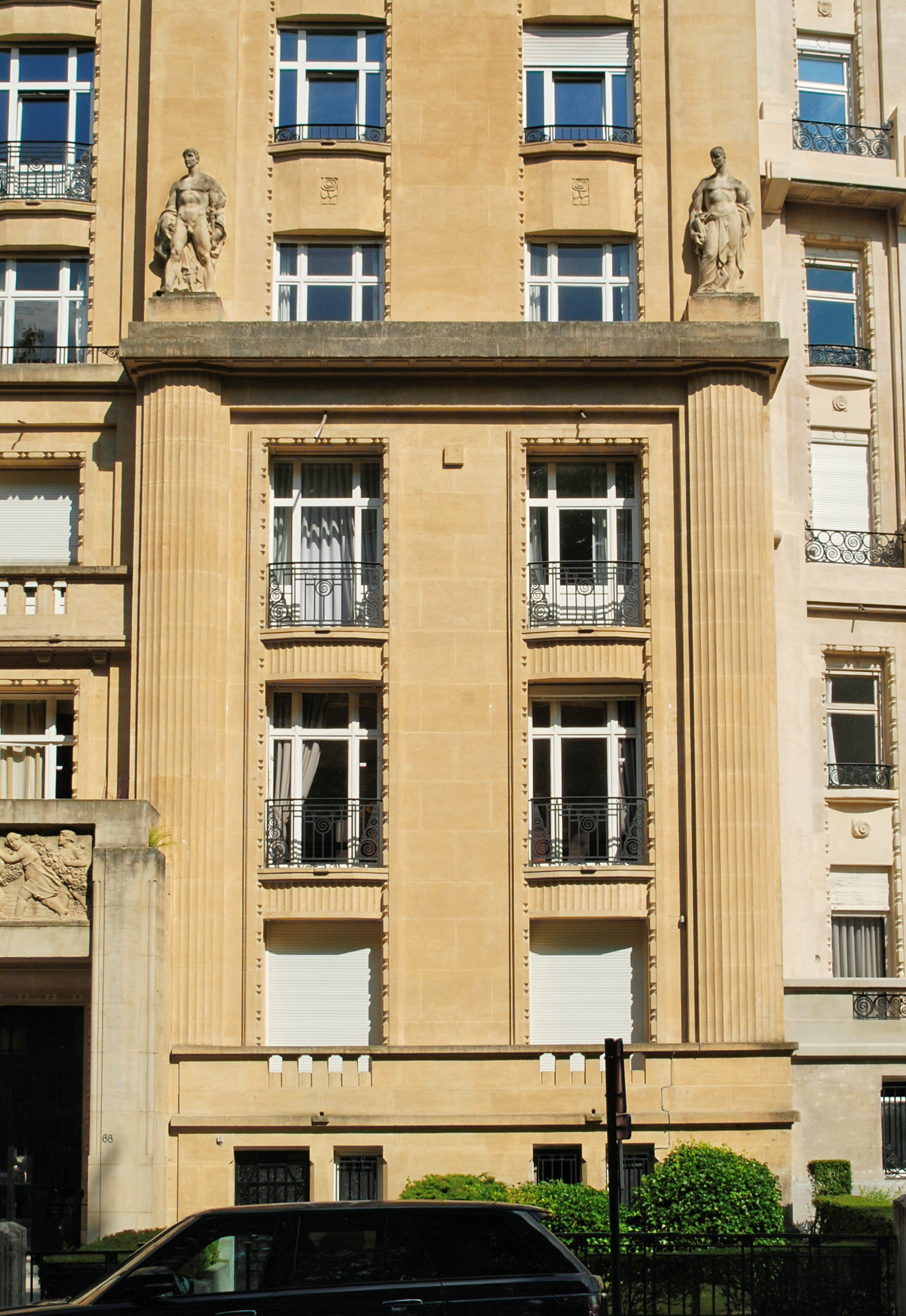
Colonnes cannelées et statues.

### Immeuble d'angle Duray-Folle Chanson

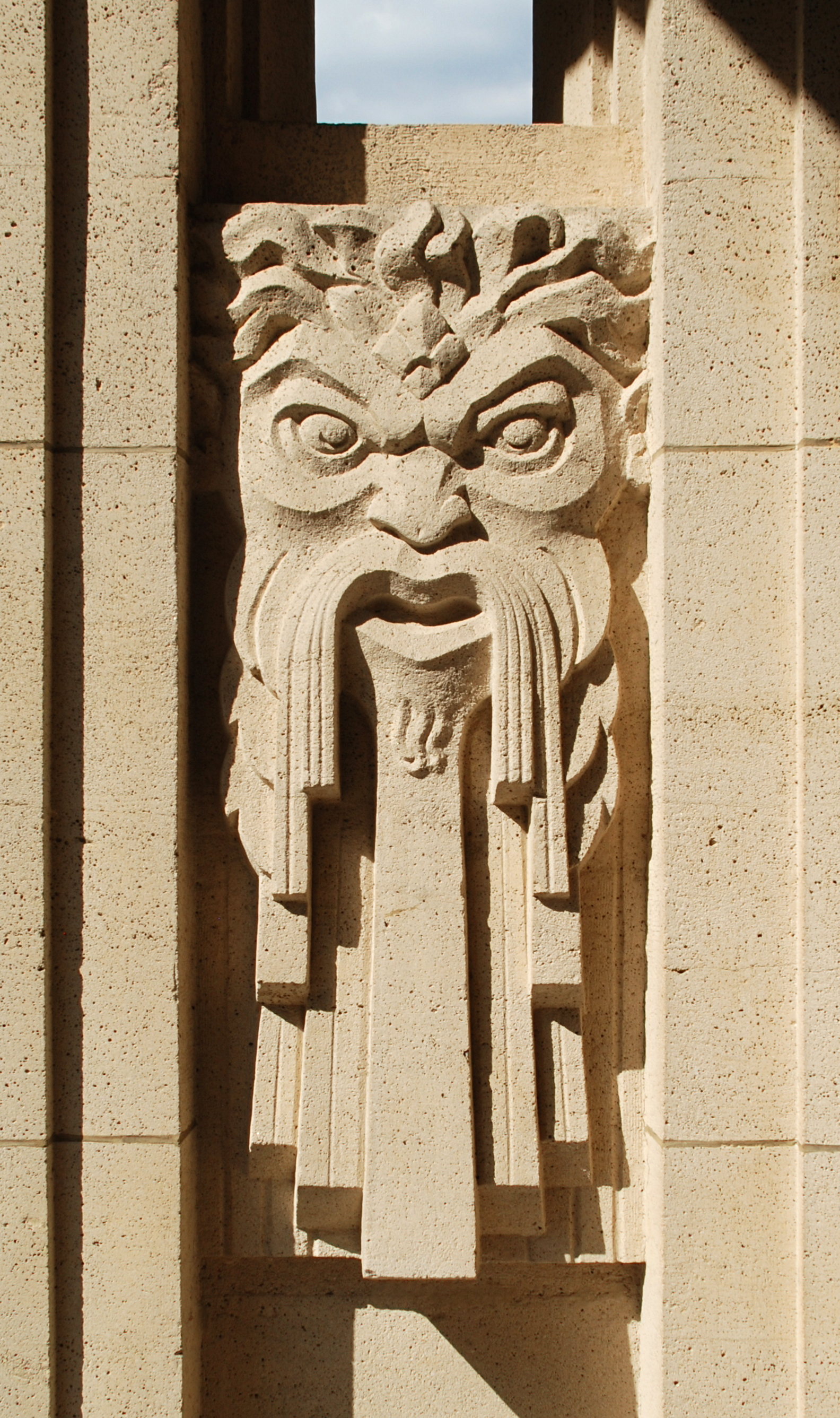
Masque antique du porche du n° 62.

Au nord, à l'angle formé par l'avenue Émile Duray et l'avenue de la Folle Chanson, se dresse un immeuble en simili-pierre blanche de sept étages, très semblable à l'immeuble d'angle Cambre-Duray,.
Cet immeuble, dont la silhouette est également marquée par une rotonde d'angle sous dôme, occupe le no 62 de l'avenue Émile Duray,.

### Immeuble de l'avenue de la Folle Chanson
L'immeuble qui occupe le n°4-4B de l'avenue de la Folle Chanson a été édifié en 1930.
Il présente une façade de six travées regroupées par deux par deux, comme sur la façade de l'avenue Duray. Cette façade est ornée de colonnes cannelées, de statues et d'un porche monumental en tous points semblables à ce que l'on peut voir avenue Duray, avec des différences concernant le nombre de statues (trois seulement), le nombre de niveaux et la présence de terrasses,.